# Pselaphodes jizushanus
Pselaphodes jizushanus (лат.) — вид мелких коротконадкрылых жуков рода Pselaphodes из подсемейства ощупники (Pselaphinae, Staphylinidae). Название дано по месту обнаружения типовой серии.

## Распространение
Юго-Восточная Азия: Китай, Yunnan, Jizushan Mountain, 25°57'37"N, 100°22'44"E, на высоте 2400 м.

## Описание
Мелкие жуки-ощупники, длина тела около 3 мм, красновато-коричневого цвета. Голова длиннее своей ширины (длина головы 0,63 мм, ширина головы 0,59 мм). Средние голени с апикальным выступом (передние голени без таковых модификаций). Антенномер VII простой по форме, немодифицированный, почти симметричный. Апикальные членики IX—XI жгутика усика увеличенные. Глаза примерно из 40 фасеток. Второй тарзомер простой, линейный, не увеличенный. Срединная метавентральная ямка отсутствует. Нижнечелюстные щупики (по крайней мере, некоторые сегменты из группы II—IV) асимметричные, округло расширенные или слегка выступающие латерально. Голова с фронтальной ямкой. Глаза выступающие. Усики прикрепляются у переднего края головы; булава усиков 3-члениковая; скапус отчётливо длиннее педицелля. Ноги тонкие и длинные; бёдра утолщённые. В основании надкрылий по две ямки. Брюшко короткое (его длина явно меньше ширины).

## Систематика
Впервые описан в 2011 году китайскими колеоптерологами Zi-Wei Yin и Li-Zhen Li (Shanghai Normal University, Шанхай, Китай). По своим признакам наиболее близок к видам Pselaphodes aculeus и Pselaphodes torus.